# IAB隕石
IAB隕石是鐵隕石的一種，依據其總體的組成和一些夾雜著矽酸鹽的原始無球粒隕石，顯示對文諾納隕石和球粒隕石的關係極為密切。

## 說明
IAB隕石是夾雜著矽酸鹽的鐵隕石（錐紋石和鎳紋石）。它們的結構可以是六面體隕鐵、由細微到粗糙的八面體隕鐵，甚至是無紋隕鐵它們大多數是八面體隕鐵和中等到粗糙的鎳紋石鱗片與生成中的魏德曼花紋。
矽酸鹽雜質由低鈣輝石、高鈣輝石、橄欖石、斜長石、隕硫鐵、石墨，不同的磷酸鹽、鐵隕石和微量的隕輝鉻鐵礦和鉻鐵。 這種成分和文諾納隕石非常相似，因此有人認為這兩個群組有著共同來源的母體。它們也與IIICD隕石相似，但並不是很明確，如果它們有部分來自相同的母體。

## 分類
IAB群是由較舊的IA和IB群組合創建的，有些人還是習稱之為IAB複合群。
IAB群有許多的子群：
- IAB 主群
- sLL子群
- sLM子群（原本的IIIC）
- sLH子群（原本的IIID）
- sHL子群
- sHH子群（包括 Gay Gulch trio）
- Udei 站小群
- 匹茲小群
- Algarrabo duo
- Mundrabilla duo
- Britstown duo
- NWA 468 duo
- Twin City duo
- 與 IAB 相關單獨隕鐵
- IAB 相關？

## 母體
大多數的科學家認為文諾納隕石和IAB有著共同的母體，但還有有了解IIICD隕石是否也屬於這一個群體。

## 值得注意的標本
- 代亞布羅峽谷隕石
- 匹茲隕石（匹茲小群的一部分）
- Udei 站隕石（Udei 站小群的一部分）
- 鵝湖隕石
- 南丹隕石